# Leme (Rio de Janeiro)
Leme is een buurt in de Braziliaanse stad Rio de Janeiro, tussen Copacabana, Urca en Botafogo. Het Portugese woord leme betekent roer of roerblad (van een schip); de buurt heeft deze naam door de roerbladvormige rotsformatie, gevormd door de stranden van Urca en Botafogo.
In de jaren 50 en 60 is de buurt volgebouwd met hogere appartementsgebouwen. Nu wonen er ongeveer 15.000 bewoners.
Het hoogste gebouw is een hotel (Windsor Atlântica Hotel), oorspronkelijk van de groep Le Méridien maar sinds 2009 van de Windsor groep.
De buurt is begrensd door de zee en door de heuvels Morro da Babilônia en Morro do Leme. Op de flank van Morro da Babilônia bevinden zich twee kleine favela's: Babilônia en Chapéu Mangueira. Op de Morro do Leme bevindt zich een fort, Forte Duque de Caixas, dat gebouwd werd tussen 1776 en 1779 door de Portugezen tegen de imminente bedreiging van de Spanjaarden.